# Nuoto ai Giochi della XXIV Olimpiade - Staffetta 4x100 metri stile libero femminile

## Record
Prima di questa competizione, il record del mondo (WR) e il record olimpico (OR) erano i seguenti.
|  | 3'40"57 | Kristin Otto, Manuela Stellmach, Sabina Schulze e Heike Friedrich Germania Est | 19 agosto 1986 Madrid, Spagna          |
|  | 3'19"03 | Barbara Krause, Caren Metschuck, Ines Diers e Sarina Hülsenbeck Germania Est   | 27 luglio 1980 Mosca, Unione Sovietica |

Durante l'evento sono stati migliorati i seguenti record:
| Data         | Evento | Atleta                            | Nazione      | Tempo   | Record |
| ------------ | ------ | --------------------------------- | ------------ | ------- | ------ |
| 22 settembre | Finale | Otto, Meißner, Hunger e Stellmach | Germania Est | 3'40"63 |        |

## Batterie
Si sono svolte 2 batterie di qualificazione. Le prime 8 squadre si sono qualificate direttamente per la finale.
| Pos | Batteria | Nazione          | Atleti                                                                                               | >Tempo  | Note |
| --- | -------- | ---------------- | --- | ------- | ---- |
| 1   | 1        | Germania Est     | Katrin Meißner (55"30) Sabina Schulze (56"32) Heike Friedrich (55"68) Daniela Hunger (55"83)         | 3'43"13 | Q    |
| 2   | 2        | Paesi Bassi      | Conny van Bentum (56"34) Marianne Muis (55"96) Mildred Muis (55"85) Diana van der Plaats (55"97)     | 3'44"12 | Q    |
| 3   | 2        | Stati Uniti      | Laura Walker (57"46) Paige Zemina (56"51) Jill Sterkel (56"07) Mary Wayte (55"06)                    | 3'45"10 | Q    |
| 4   | 1        | Unione Sovietica | Inna Abramova (57"56) Svetlana Isakova (56"55) Elena Dendeberova (56"02) Svitlana Kopchykova (56"15) | 3'46"28 | Q    |
| 5   | 2        | Cina             | Xia Fujie (57"37) Lou Yaping (57"23) Yang Wenyi (55"86) Zhuang Yong (55"90)                          | 3'46"36 | Q    |
| 6   | 1        | Germania Ovest   | Karin Seick (57"54) Christiane Pielke (56"94) Katja Ziliox (57"75) Marion Aizpors (55"80)            | 3'48"03 | Q    |
| 7   | 2        | Danimarca        | Mette Jacobsen (57"10) Gitta Jensen (56"85) Pia Sørensen (56"93) Annette Jørgensen (57"95)           | 3'48"83 | Q    |
| 8   | 2        | Canada           | Kathy Bald (57"29) Kristin Topham (58"08) Allison Higson (57"09) Jane Kerr (56"74)                   | 3'49"20 | Q    |
| 9   | 1        | Svezia           | Agneta Eriksson (58"31) Karin Furuhed (57"31) Suzanne Nilsson (57"59) Eva Nyberg (57"29)             | 3'50"50 |      |
| 10  | 1        | Gran Bretagna    | Annabelle Cripps (57"87) June Croft (57"70) Linda Donnelly (58"01) Joanna Coull (57"26)              | 3'50"84 |      |
| 11  | 2        | Brasile          | Adriana Pereira (58"59) Monica Rezende (59"37) Patrícia Amorim (59"92) Isabelle Vieira (58"41)       | 3'56"29 |      |
| 12  | 1        | Costa Rica       | Natasha Aguilar (1'01"45) Marcela Cuesta (1'00"07) Carolina Mauri (1'00"25) Silvia Poll (57"90)      | 3'59"67 |      |
| 13  | 2        | Corea del Sud    | Kim Eun-jung (1'01"33) Han Young-hee (1'00"37) Park Joo-li (1'01"42) Lee Hong-mi (1'00"06)           | 4'03"18 |      |
| 14  | 2        | Hong Kong        | Hung Cee Kay (1'00"80) Fenella Ng (1'01"15) Tsang Wing Sze (1'03"67) Annemarie Munk (1'02"96)        | 4'08"58 |      |
| 15  | 1        | Taipei cinese    | Wang Chi (1'02"17) Sabrina Lum (1'03"31) Carwai Seto (1'01"82) Chang Hui-chien (1'02"54)             | 4'09"84 |      |

## Finale
| Pos     | Corsia | Nazione          | Atleti                                                                                                   | Tempo   | Note |
| ------- | ------ | ---------------- | --- | ------- | ---- |
| Oro     | 4      | Germania Est     | Kristin Otto (55"11) Katrin Meißner (54"73) Daniela Hunger (55"69) Manuela Stellmach (55"10)             | 3'40"63 |      |
| Argento | 5      | Paesi Bassi      | Marianne Muis (56"26) Mildred Muis (56"36) Conny van Bentum (55"73) Diana van der Plaats (55"04)         | 3'43"39 |      |
| Bronzo  | 3      | Stati Uniti      | Mary Wayte (55"88) Mitzi Kremer (55"68) Laura Walker (56"71) Dara Torres (55"98)                         | 3'44"25 |      |
| 4       | 2      | Cina             | Xia Fujie (57"78) Yang Wenyi (55"38) Lou Yaping (57"28) Zhuang Yong (54"25)                              | 3'44"69 |      |
| 5       | 6      | Unione Sovietica | Elena Dendeberova (56"49) Svetlana Isakova (56"20) Natalia Trefilova (56"00) Svitlana Kopchykova (56.30) | 3'44"99 |      |
| 6       | 8      | Canada           | Kathy Bald (57"01) Patricia Noall (56"75) Andrea Nugent (56"31) Jane Kerr (56"68)                        | 3'46"75 |      |
| 7       | 7      | Germania Ovest   | Stephanie Ortwig (57"91) Marion Aizpors (55"71) Christiane Pielke (56"46) Karin Seick (56.82)            | 3'46"90 |      |
| 8       | 1      | Danimarca        | Gitta Jensen (56"93) Pia Sørensen (57"28) Mette Jacobsen (56"95) Annette Jørgensen (58"09)               | 3'49"25 |      |